# Grande Rock
Grande Rock es el tercer álbum de la banda sueca de rock The Hellacopters, lanzado en el año 1999 con las compañías discográficas White Jazz Records, Toy's Factory y Sub Pop.

## Lista de canciones
Todas las canciones escritas y compuestas por The Hellacopters. 
| N.º    | Título                                   | Duración |  |
| 1.     | «Action De Grace»                        | 2:17     |  |
| 2.     | «Alright Already Now»                    | 2:56     |  |
| 3.     | «Move Right Out Of Here»                 | 2:09     |  |
| 4.     | «Welcome To Hell»                        | 5:19     |  |
| 5.     | «The Electric Index Eel»                 | 1:52     |  |
| 6.     | «Paul Stanley»                           | 2:01     |  |
| 7.     | «The Devil Stole The Beat From The Lord» | 3:54     |  |
| 8.     | «Dogday Mornings»                        | 3:20     |  |
| 9.     | «Venus In Force»                         | 2:59     |  |
| 10.    | «5 vs. 7»                                | 5:39     |  |
| 11.    | «Lonely»                                 | 3:07     |  |
| 12.    | «Renvoyer»                               | 2:22     |  |
| 37 min |                                          |          |  |

- En la edición de vinilo se incluye la canción "Angel Dust", versión de Venom.

### Bonus Tracks (Toy's Factory)
1. «I Only Got The Shakes»
2. «Keepin´ On»